# توماس إدر
توماس إدر (بالألمانية: Thomas Eder)‏ هو لاعب كرة قدم نمساوي، ولد في 25 ديسمبر 1980 في سالزبورغ في النمسا. شارك مع منتخب النمسا لكرة القدم. أما مع النوادي، فقد لعب مع نادي ريد بل سالزبورغ ونادي رييد ونادي غروديغ ونادي واكر إنسبروك.

## وصلات خارجية
- توماس إدر على موقع قاعدة بيانات كرة القدم.إي يو (الإنجليزية)
- توماس إدر على موقع ناشيونال فوتبول تيمز (الإنجليزية)
- توماس إدر على موقع عالم كرة القدم.نت (الإنجليزية)